# Trương Tuấn (nhà Tống, sinh 1086)
Trương Tuấn (chữ Hán: 張俊, 1086 - 1154), tên tự là Bá Anh (伯英), nguyên quán ở Thành Kỉ, phủ Phượng Tường, là tướng lĩnh dưới thời Bắc Tống và Nam Tống trong lịch sử Trung Quốc. Ông cùng với Nhạc Phi, Hàn Thế Trung, Lưu Quang Thế được hậu thế xưng tụng là Trung Hưng tứ tướng.

## Thời Bắc Tống
Trương Tuấn chào đời vào năm 1086 đời vua Triết Tông nhà Bắc Tống. Tống sử không cho biết nhiều về gia thế của ông, chỉ biết rằng thời trẻ Trương Tuấn có lúc đã làm đảo phỉ. Năm 1099, Trương Tuấn được 16 tuổi, giữ chức Tam Dương cung tiễn thủ. Năm Chính Hòa thứ 7 đời Tống Huy Tông (1113), Trương Tuấn tham gia thảo phạt Nam Man, được phong Đô chỉ huy sứ. Đầu những năm Tuyên Hòa (1119 - 1125), tham gia cuộc chiến với nước Tây Hạ, rồi được phong Thừa tín lang, vào hàng Tòng cửu phẩm. Sau đó ông lại lập công bình dẹp giặc cướp ở Vận Châu, Hà Sóc, Sơn Đông nên thăng làm Vũ Đức lang (chánh thất phẩm).
Năm Tĩnh Khang thứ nhất thời Tống Khâm Tông, được phong Đông Minh huyện công rồi Vũ Công đại phu (chánh thất phẩm). Lúc đó nước Kim đã hưng binh nam hạ. Khi người Kim đánh tới Thái Nguyên, triều đình cho Chủng Sư Trung làm Chế trí phó sứ đến Du Thứ, giữ thành. Khi ấy Trương Tuấn làm đội tướng, dẫn quân tiến kích, giết được rất nhiều quan giặc, bắt được hàng nghìn con ngựa và nhân đó tấu xin thừa thắng tiến công, Chủng Sư Trung thấy tình hình bất lợi nên không bằng lòng. Sau đó, người Kim lại tập hợp lại lực lượng tấn công lần nữa, phá được Du Thứ, Chủng Sư Trung tử trận. Trương Tuấn thấy thế, bèn cùng hơn 100 người phá vòng vây chạy ra ngoài, đến được Ô Hà Xuyên thì lại gặp quân Kim, chém được 500 tên.
Cuối năm 1126, người Kim đã vây Biện Kinh. Khi đó Khang vương đang làm Binh mã đại nguyên soái, Trương Tuấn đem quân theo Tín Đức thủ Lương Dương Tổ làm việc cần vương. Khang vương thấy ông anh vĩ nên phong Nguyên soái phủ hậu quân thống chế, sau chuyển làm Vĩnh châu thứ sử. Đầu năm 1127, hai đế bị người Kim bắt về phương bắc. Tháng giêng ÂL năm đó, Tuấn theo Cao Tông đến phủ Đông Bình. Lúc đó có Lý Dục công chiếm cứ Duyện châu, Khang vương phong cho ông làm Đô thống chế, đem quân chinh phạt. Trương Tuấn đánh thắng quân giặc. Thăng làm Quế châu đoàn luyện sứ, sau lại gia Quý châu phòng ngự sứ. Khi có người Kim giả chiếu thư, sai Trương Trừng cầm theo, trong chiếu bảo Cao Tông phải giao binh cho phó soái và lập tức về kinh. Trương Tuấn biết rằng đó là kế của người Kim, nên khuyên Khang vương không nên đi và còn phải tiến binh vào Biện, cứu hai đế. Khang vương nghe theo,, bèn đến Tế châu. Một hôm có người báo rằng quân sĩ muốn nổi dậy chống lại, Khang vương triệu tập quân sĩ để phòng bị. Trương Tuấn nói
Nguyên soái không ra thì gian mưu tự sẽ bị phá.
Sau đó Trương Tuấn đem quân truy sát những kẻ phản loạn đang muốn chạy lên phía bắc hàng Kim, được tiến làm Từ châu quan sát sứ. Sau đó Cao Tông cảm kích trước công lao của ông, dời làm Củng Vệ đại phu. Sau khi nghe tin hai đế bị bắt, Trương Bang Xương được người Kim lập lên ngôi, Trương Tuấn xin Khang vương chính vị để yên lòng dân, Khang vương khóc lóc từ chối. Ông lại nói
Đại vương là em ruột của hoàng đế, được lòng người hướng về. Nay thiên hạ rối loạn, nếu không chóng chính vị thì khó yên lòng dân.
Rồi lại cùng Cảnh Nam Trọng tấu thêm ba lần. Về sau Khang vương mới rời Tế châu về phủ Ứng Thiên để lên ngôi, Tuấn đi theo bảo vệ.

## Thời Nam Tống

### Theo giá về nam
Ngày 2 tháng 6 năm 1127, Cao Tông lên ngôi. Sau đó bố trí ngự doanh ti, Trương Tuấn được phong làm Ngự tiền doanh đô thống chế. Khi đó danh tướng Nhạc Phi đứng dưới quyền quản lý của ông. Cao Tông lại sai ông đến Biện Kinh nghênh đón Long Hựu thái hậu. Ông được bái làm Quyền Tần Phượng binh mã kiềm hạt. Sau đưa thái hậu về Nam Kinh, trừ đái ngự khí giới.
Từ khi Bắc Tống diệt vong, giặc cướp nổi lên khắp nơi. Trương Tuấn lại đem quân chinh phạt Đỗ Dụng ở Hoài Ninh, Triệu Vạn, Quách Thanh ở Trấn Giang, Trần Thông ở Hàng châu, Tương Hòa thượng ở Lan Khê... và đều dẹp được. Năm 1128, được thăng làm Tần Phượng bộ quân phó tổng quản. Sau đó ông đem quân phá quân giặc ở Tú châu, chém được khoảng 1 vạn người, nên được tiến làm Vũ Ninh quân thừa tuyên sứ.
Mùa thu năm đó, Cao Tông bỏ chạy về Dương châu. Quân Kim lại kéo sang xâm lược. Vua triệu các tướng lại bàn mưu khôi phục, Trương Tuấn cjo rằng nên tận dụng địa thế hiểm yếu ở Giang Nam, luyện tập binh mã, an nhân tâm, rồi xin vua dời Tả tàng khố đến Trấn Giang.

### Dẹp loạn Miêu, Lưu
Năm 1129, Miêu Phó và Lưu Chính Ngạn phát động chính biến, buộc Cao Tông thoái vị, nhường ngôi cho Ngụy quốc công Triệu Phu. Khi đó Trương Tuấn đóng quân ở huyện Ngô Giang. Miêu Phó lấy danh nghĩa thái hậu, hạ chiếu đổi Tuấn là Vũ Tứ sương đô chỉ huy sứ, đem 300 người đến Tần Phượng. Tuấn biết rằng trong cung đã có biến, nên không chịu nhận. Tam quân đều tức giận, ông nói với họ
Bây giờ hãy đến gặp Trương thị lang để cầu quyết.
Sau đó ông dẫn 8000 quân mã dưới quyền mình đến Trấn Giang gặp một Trương Tuấn khác. Trương Tuấn kia cho rằng Trương Tuấn là người thành thực có thể cùng mưu việc lớn, vội giữ lại, cầm tay mà nói chuyện, rồi ôm nhau mà khóc, sau đó thông báo sẽ khởi binh hỏi tội Miêu, Lưu. Trương Tuấn kia lại quyết định hưng binh vấn tội bọn Miêu, Lưu. Sau đó Lã Di Hạo, Lưu Quang Thế, Hàn Thế Trung các nơi đều đưa quân tới họp, chuẩn bị diệt giặc. Thế Trung được cử là Tiền quân, Trương Tuấn đem tinh binh của mình lại hỗ trợ. Hai quân giao chiến ở Lâm Bình, bọn Miêu Lưu thua trận bỏ chạy. Quân cần vương tiến vào thành, yết kiến Cao Tông. Cao Tông phong cho Trương Tuấn làm Trấn Tây quân tiết đọo sứ, Ngự tiền hữu quân đô thống chế, sau đó là Chiết Đông chế trí sứ.

### Danh tướng kháng Kim
Sau đó thấy thế giặc mạnh, Cao Tông chạy ra đến biển. Lúc này người Kim tấn công vào Chiết, Đỗ Sung ở Đông Kinh bỏ thành mà chạy, Hàn Thế Trung ở Trấn Giang lui về Bảo Âm. Cao Tông đến Minh châu thì gặp Trương Tuấn cũng từ Việt châu vừa đến. Sau đó Ngột Truật tấn công Lâm An, Đế lên thuyền chạy sang Ôn châu, lưu ông ở lại Minh châu cự địch. Khi quân Kim tới nơi, ông lấy thống chế Lưu Bảo ra trận, nhưng binh Tống thì ít khó lòng thắng được. Khi đó Thống chế Dương Nghi Trung, Điền Sư Trung, Triệu Mật quyết tâm tử chiến với người Kim. Tướng Lý Chất dẫn quân đến cứu giúp, thủ thần Lưu Hồng Đạo suất châu binh mà đại phá quân Kim, giết được khoảng 1000 người. Người Kim bèn xin trả Việt châu đầu hàng, Tuấn không chịu. Mặc dù đẩy lui quân địch được một lần những biết rằng chíng sẽ quay lại nên ông vẫn bế quan cự thủ.
Tháng 4 ÂL năm 1129, nhân có gió Tây phong, quân Kim lại đánh vào Minh châu. Trương Tuấn lại sai Lưu Hồng Đạo ra chống, giết được nhiều quân địch. Bảy ngày sau quân Kim lại đến. Lần này Trương Tuấn bị đánh bại, phải đưa quân rút sang Thai châu. Cư dân Minh châu có tới 7, 8 phần cùng đi theo ông.
Sau đó giặc cướp lại nổi lên ở Giang Chiết, Trương Tuấn được phong Lưỡng Chiết Tây lộ, Giang Nam đông lộ chế trí sứ, đem quân dẹp bọn giặc cướp và còn lo việc khôi phục Kiến Khang. Cao Tông còn cho Lưỡng Chiết tuyên phủ sứ Chu Vọng đem binh hợp với ông, cùng Lưu Quang Thế và Hàn Thế Trung hỗ trợ bên ngoài, các tướng đều được nhận tiết độ. Tháng 6 ÂL năm đó, đổi Ngự tiền ngũ quân là Thần Vũ quân, Trương Tuấn làm Thần Vũ hữu quân Đô thống chế, trừ Kiểm giáo thiếu bảo, Định Giang Chiêu Khánh quân tiết độ sứ. Tháng 10 ÂL, ông dẹp xong giặc cướp ở Chiết Tây, được phong Giang Nam chiêu thảo sứ.
Năm Thiệu Hưng nguyên niên (1131), Cao Tông ở Cối Kê. Lúc đó người Kim đã rút khỏi miền nam, nhưng vẫn còn đám giặc cướp như Khổng Ngạn Chu ở Vũ Lăng, Trương Dụng ở Tương Hán, và Lý Thành là mạnh chất, chiếm cứ Giang, Hoài, Hồ, Tương hơn 10 châu, có hơn vạn binh. Phạm Tông Doãn xin cử tướng đi đánh dẹp, Trương Tuấn khẳng khái xin đi, được đổi là Giang, Hoài lộ chiêu thảo sứ. Khi đó Nhạc Phi đánh tan được Thích Phương, Phương đến hàng Trương Tuấn. Cao Tông phong ông làm Giang Hoài chiêu thảo sứ, ông lại cho Nhạc Phi làm phó. Giữa lúc có tin báo Mã Tiến là tướng dưới quyền Lý Thành đang đánh Quân Thân. Trương Tuấn tiến thẳng tới Dự Chương, nói với binh sĩ
Đất màu kịp giữa Quân, Giang; ai ai cũng thèm muốn. Nay ta lấy được thì không thể để rơi vào tay chúng.
Mấy hôm sau, Mã Tiến kéo quân hạ doanh lập trại ở Tây Sơn, thanh thế rất lớn. Trương Tuấn cho án binh bất động khoảng 10 hôm. Mã Tiến viết thư hẹn ngày giao chiến, chữ trong thư rất to. Trương Tuấn phúc đáp nhưng không hẹn rõ ngày khai chiến. Mã Tiến tưởng Trương Tuấn sợ mình nên chẳng đề phòng. Khi đó Nhạc Phi đã đưa quân vào thành, nguyện làm tiên phong. Ông bèn lệnh Dương Nghi Trung đưa quân đến Sính Mễ, Nhạc Phi nghênh địch ở phía trước. Nhạc Phi xông thẳng vào trại giặc, Mã Tiến bị bát ngờ phải chạy về Quân châu. Nhạc Phi lại đuổi theo đến Đông Thành rồi dùng kế mai phục đánh bại Mã Tiến một trận nữa. Trương Tuấn và Dương Nghi Trung cũng tới tiếp ứng, Mã Tiến chạy sang Nam Đường. Lý Thành dẫn 20 vạn quân đến cứu, giao chiến với Trương Tuấn mà cũng bị thua to. Quân triều đình lấy lại Quân châu và Lâm Giang quân. Ông báo việc này lên triều đình, Cao Tông lệnh tiếp tục tiến binh. Khi đó bọn giặc chiến cứ Hạp Hà, dựa vào địa hình hiểm trở. Trương Tuấn nhân đem tối tập kích, cướp trại giặc. Lệnh Dương Nghi Trung vượt sông từ mặt tây, còn mình từ mặt đông. Trong đêm, người ngặm tăm, ngựa tháo nhạc tất cả qua chống rồi sau một tiếng hô thì tiến vào trại địch. Bọn giặc thấy Trương Tuấn da đen thui nên gọi là Trương Thiết Sơn. Trương Tuấn giành lại Giang châu, Hưng Quốc quân và nhiều vùng khác. Ông lại dẫn quân vượt sông đến huyện Hoàng Mai giao chiến với Thành, Lý Thành tha trận, vượt sông sang hàng Ngụy Tề Lưu Dự còn Mã Tiến bị giết. Trương Tuấn được bái là thái úy.
Năm 1134, người Kim liên hợp với Ngụy Tề Lưu Dự đánh xuống phía nam, triều đình lo sợ. Trương Tuấn được phong Chiết Tây Giang Nam đông lộ tuyên phủ sứ, đến Kiến Khang, sau cải là Hoài Tây tuyên phủ sứ. Ông ở Tần Giang mấy tháng, địch không dám tới. Trương Tuấn đona được rằng quân địch sẽ sớm về bắc, nên hạ lệnh quân truy kích, bắt được tù binh Trình Sư Hồi, Trương Diên Thọ. Năm sau, Lưu Lân (con Lưu Dự) lại nam xâm, Trương Tuấn cùng Dương Nghi Trung hợp sức đánh địch ở Tứ châu. Năm 1136 được đổi là Sùng Tín, Phụng Ninh quân tiết độ sứ. Lúc đó Lưu Lân có 10 vạn binh, Cao Tông hạ chiếu lấy quân Hoài Tây đi theo giúp Trương Tuấn, Dương Tồn Trung làm tiết chế cùng cự địch. Ông sai Dương Tồn Trung cùng Trương Tông Nhan, Vương Vĩ, Điền Sư Trung từ Định Viễn quân đến Việt Gia phường, giữa đường gặp và đánh bại quân của Ngụy Tề. Trương Tuấn lại suất đại quân đến Lý Gia loan, giết được rất nhiều quân địch, hơn vạn người quy hàng. Được bái làm Thiếu Bảo; Trấn Thao, Sùng Tín, Phụng Ninh quân tiết độ sứ.
Năm 1137 đổi làm Hoài Nam Tây Lộ tuyên phủ sứ, đóng ở Hu Dị, sau đổi sang Lư châu. Năm 1138, Tống - Kim nghị hòa, Trương Tuấn được bái là Thiếu phó, An Dân Tĩnh Nan công thần.
Mùa đông năm 1139, người Kim đánh vào Hà Nam và phủ Thuận Xương. Trương Tuấn đốc quân qua sông, khiến người Kim phải rút. Sau đó người Kim lại nam xâm, Trương Tuân thu quân ở Túc và Bạc châu, lấy lại các vùng Vệ Chân, Lộc Ấp rồi về triều. Năm 1140, Lịch Quỳnh tại Bác châu, Trương Tuấn lấy đại quân tới Thành Phụ, Đô thống chế Vương Đứ hạ Phù Li rồi hợp với Tuấn ở Bạc châu. Ông dẫn quân vào thành, người Kim bỏ trốn khỏi thành. Phụ lão trong thành đem hương hoa nghênh đón, ông để thống chế Tống Siêu ở lại giữ Bạc châu rồi về Thọ Xuân. Được thăng Thiếu sư, tước Tế quốc công. Năm 1141, Ngột Truật đánh Hợp Phì, Lịch Dương, tướng Diệp Mộng làm Giang Đông chế trí đại sứ, thỉnh cầu xuất quân. Trương Tuấn dẫn quân vượt sông, lấy Vương Đức làm tiên phong ra đánh, quân Kim bị đẩy lui về Chiêu Quân. Ba hôm sau ông lại đánh bại tướng Kim Hàn Thường ở Hàm Sơn, sau đó lấy lại huyện Sào, Chiêu quan. Sau đó các tướng Tông lại phá quân Kim ở Chá Cao, Trương Tuấn được phong Xu Mật sứ. Sau đó triều đình bãi binh, Trương Tuấn cùng bộ tướng Vương Đức, Điền Sư Trung, Lưu Bảo, Lý Hoành, Mã Lập, Trương Hải... đều được ban thưởng.

### Cuối đời
Trương Tuấn ủng hộ hòa nghị, hợp ý với Tần Cối. Sau này ông được gia làm Thái phó, Quảng quốc công rồi Ích quốc công. Biết Trương Tuấn ghen tị với Nhạc Phi vì trước kia Phi là tướng dưới quyền Trương Tuấn mà nay hai người đã gần như ngang hàng, Tần Cối mới dùng ông để hại Nhạc Phi. Cối cho bắt Trương Hiến, vu tội Hiến hợp mưu với Nhạc Phi làm phản, giao cho Trương Tuấn xét xử. Trương Hiến hết mực kêu oan, Trương Tuấn đập bàn nói
Nhạc Vân con của Phi gửi thư cho ngươi bảo mưu phản, trao binh quyền cho Nhạc Phi, sao còn chối?
Trương Hiến vẫn một mực không chịu khai khống. Trương Tuấn bèn cho dùng hình cực kì tàn khốc vẫn chẳng ăn thua. Ông bèn làm một bản cung khai giả trao cho Tần Cối. Nhờ đó Tần Cối giết được Nhạc Phi vào đầu năm 1142.
Cuối năm 1142, phong làm Điện Trung thị ngự sử, bãi chức Tiết độ sứ, sung Lễ tuyền quan sứ. Trước đó Tần Cối thấy ông hiệp trợ hòa nghị nên trao binh quyền cho, nhưng thấy một năm rồi mà ông không trả binh quyền, nên tìm cách hãm hại. Nhưng sau đó lại xin Cao Tông phong ông làm Thanh Hà quận vương, xem là đền công giết Nhạc Phi. Năm 1146, đổi sang trấn Tĩnh Giang, Ninh Vũ, Tĩnh Hải. Mùa đông năm 1151, Cao Tông đích thân đến phủ Trương Tuấn, bái ông là thái tử, phong cháu là Thanh Hải quân thừa tuyên sứ, con là Tái làm An Đức quân tiết độ sứ, con em của ông có 13 người được thăng chức. Trương Tuấn lập nhiều chiến công, cùng Hàn Thế Trung, Lưu Kỹ, Nhạc Phi được xem là những danh tướng, hậu thế xưng Trương Hàn Lưu Nhạc. Nhưng ông có hiềm khích với các tướng ấy chỉ vì ghen tị, chỉ có Dương Nghi Trung được ông coi là tâm phúc. Lúc Nhạc Phi bị hại trong khi Hàn Thế Trung ra sức cứu giúp thì Trương Tuấn lại giúp Tần Cối giết Nhạc Phi. Mới hay cái lòng tâm thuật chi thù thật là ghê gớm. Tuy vậy, vẫn nên coi ông là một đại danh tướng của thời Trung Hưng.
Năm 1154, Trương Tuấn hoăng, thọ 69 tuổi. Cao Tông nghỉ triều ba ngày, lâm điện khóc than cho cái chết của ông, truy tặng ông là Tuần vương. Trương Tuấn có bốn con: Kì, Hậu, Nhan, Chánh và một người cháu nổi tiếng là Trương Cái.